# Double Barrel
Double Barrell è un album discografico realizzato dal beatmaker canadese Marco Polo e dal rapper statunitense Torae, pubblicato dalla Duck Down Records il 2 giugno 2009.

## Tracce
1. Intro – 1:17
2. Double Barrel – 3:24
3. Party Crashers – 3:45
4. Smoke – 3:54
5. Lifetime – 4:15
6. But Wait – 2:43
7. Rah Rah Shit – 4:07
8. Danger – 3:00
9. Stomp – 4:02
10. Coney Island – 3:32
11. World Play – 3:30
12. Hold Up – 3:07
13. Get It – 3:40
14. Crashing Down – 4:26